# IOS 4
Pour un article plus général, voir iOS.
iOS 4 est la quatrième version majeure du système d'exploitation mobile iOS développé par Apple, succédant à l'iPhone OS 3. Il est annoncé le 7 juin 2010 lors de la WWDC 2010 et publié le 21 juin 2010. C'est la première version donnée sous le nom « iOS » et non plus « iPhone OS ». Le système d'exploitation est remplacé par iOS 5 le 12 octobre 2011.

## Fonctionnalités

### Écran d'accueil
Le logiciel augmente le nombre maximum d'applications pour l'écran d'accueil de 180 à 2 160 en raison de l'ajout de dossiers. Ces dossiers seront automatiquement nommés en fonction de la catégorie de l'App Store dans laquelle se trouvent les applications. La possibilité d'ajouter des fonds d'écran personnalisés à l'écran d'accueil est ajoutée, bien que cette fonctionnalité soit notamment absente pour l'iPhone 3G et l'iPod Touch de deuxième génération en raison des mauvaises performances des animations d'icônes.

### Correcteur orthographique
Cette nouvelle fonctionnalité introduite permet de corriger les fautes d'orthographe et les souligner en rouge. En appuyant sur le mot, une petite fenêtre pour choisir le mot voulu s'ouvre. 

## Applications

### iBooks
Cette application est prise en charge par les iPhone et les iPod mais n'est pas une application par défaut.  

### Mail
L'application Mail dispose d'une boîte de réception unifiée permettant aux utilisateurs de voir tous les messages de différents comptes mails affichés ensemble dans une seule boîte de réception. Elle permet également de prendre en charge la messagerie MobileMe et les comptes Exchange multiples pour les utilisateurs professionnels.

### Game Center
Une nouvelle application appelée Game Center, un réseau social de jeux multijoueurs en ligne, permet aux utilisateurs d'inviter des amis à jouer à des jeux et de comparer leurs scores sur un tableau de classement. Cette application n'est pas disponible sur l'iPhone 3G.

### FaceTime
FaceTime est une application de vidéotéléphonie, utilisant l'appareil photo du téléphone et permet à l'utilisateur de passer des appels vidéo avec d'autres utilisateurs de FaceTime.

## Mises à jour

### 4.0.1
La mise à jour est publiée le 15 juillet 2010 comme première mise à jour du logiciel. Les graphiques montrent que la puissance du signal a été mise à jour, ainsi que plusieurs corrections de bug. 

### 4.0.2
iOS 4.0.2 est publié le 11 août 2010 et comprend la correction de l'affichage des documents PDF dans Safari qui contenait des polices conçues de façon malveillante.

### 4.1
La mise à jour est publiée le 8 septembre 2010 incluant la technologie HDR capable de prendre des photos de meilleure qualité le Game Center. C'est également la première version iOS disponible pour Apple TV,.

### 4.2
Mise à disposition pour les développeurs, la mise à jour n'a jamais vu le jour en raison de bug liés à la connexion Wi-Fi et est remplacée par iOS 4.2.1.

### 4.2.1
Publiée le 22 novembre 2010, c'est la première version à apporter une plus grande parité du système d'exploitation entre l'iPhone et l'iPad. C'est également la dernière version prise en charge par l'iPhone 3G et la deuxième génération d'iPod touch.

### 4.2.5
Cette mise à jour prend en charge les modèles CDMA pour l'iPhone 4. 

### 4.2.6 - 4.2.10
Cette série de mises à niveau publiées en succession depuis iOS 4.2.5, permet la prise en charge des modèles CDMA de l'iPhone 4 et comprend des corrections de bugs,.

### 4.3
Publiée le 9 mars 2011, cette actualisation comprend une amélioration pour Airplay, pour le moteur de recherche Safari et une fonction de partage de connexion internet. 

### 4.3.1 - 4.3.5
Ces différentes mises à jour, publiées entre mars 2011 et juillet 2011 comprennent la réintroduction de la suppression d'application téléchargées, la correction de bugs pour  les applications telles que FaceTime, la localisation mais également pour les appareils tels que l'iPod Touch et l'iPad,,,.

## Appareils compatibles
- iPhone
  - iPhone 3G
  - iPhone 3GS
  - iPhone 4
- iPod
  - iPod touch 3
  - iPod touch 4
- iPad
  - iPad 1
  - iPad 2